# Aprendizaje centrado en el estudiante

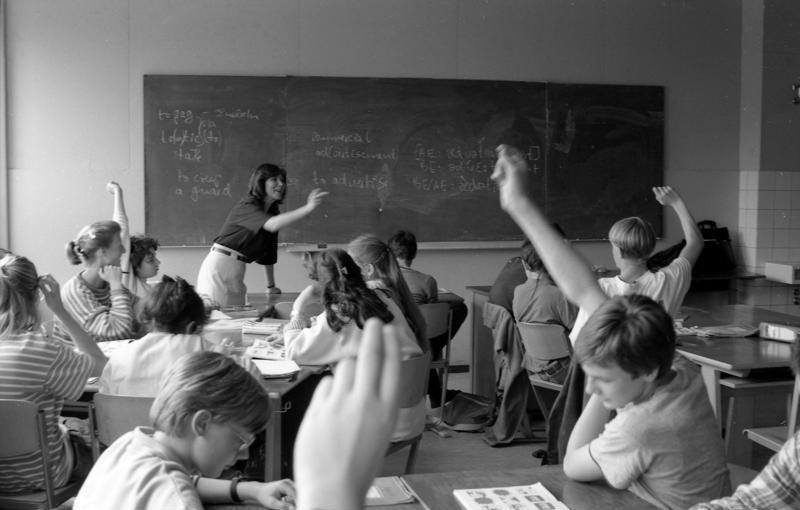
Con fines documentales, el Archivo Federal alemán conserva a menudo los pies de foto originales, que pueden ser erróneos, tendenciosos, obsoletos o políticamente extremistas. Gimnasio de Bonn de junio de 1988 - Englischunterricht

El aprendizaje centrado en el estudiante, también conocido como educación centrada en el estudiante, en términos generales abarca métodos de enseñanza con un cambio de foco en la instrucción del profesor al estudiante. Originalmente, el aprendizaje centrado en el estudiante se basa en  desarrollar autonomía de estudiante e independencia de parte de él, poniendo la responsabilidad del aprendizaje en manos de los estudiantes. El estudiante centrado en la instrucción enfoca las habilidades y prácticas adquiridas por el estudiante en su vida diaria y la resolución de problemas independientes. La teoría del aprendizaje centrado en el estudiante y su práctica está basada en la teoría de aprendizaje constructivista que enfatiza la función crítica del estudiante en construir significado de información nueva y experiencia previa.
El aprendizaje centrado en el estudiante pone en primer lugar los intereses de los estudiantes, reconociendo la  voz estudiantil como parte central de la experiencia del aprendizaje.  En un espacio de aprendizaje centrado en el estudiante, los estudiantes escogen qué  aprenderán, cómo aprenderán y cómo evaluarán su propio aprendizaje. Esto es en contraste a educación tradicional, que sitúa al profesor como el rol primario "activo", mientras que los estudiantes tienen un rol "pasivo", de receptores. En un salón de clases centrado en el profesor, los profesores escogen que van a aprender los estudiantes, cómo van a aprender y cómo será evaluado su aprendizaje.  En contraste, el aprendizaje centrado en los estudiantes requiere estudiantes activos, participantes responsables de su propio aprendizaje y de su propio ritmo de aprendizaje.
El uso del término "aprendizaje centrado en el estudiante" puede también simplemente referirse a actitudes o métodos instruccionales que reconocen diferencias individuales en los estudiantes. En este sentido, el aprendizaje centrado en el estudiante enfatiza los intereses de cada estudiante, sus habilidades y sus estilos de aprendizaje, colocando el profesor como facilitador del aprendizaje para individuos más que para la clase como un todo.

## Antecedentes
Teóricos como John Dewey, Jean Piaget y Lev Vygotski (1896-1934), cuyo trabajo colectivo se enfocó en cómo aprenden los estudiantes, han dado a conocer el cambio sobre el aprendizaje centrado en el estudiante. Las ideas de Carl Rogers' sobre la formación individual también contribuyeron al aprendizaje centrado en el estudiante. Rogers escribió que "el único aprendizaje que puede influenciar significativamente el comportamiento [y educación] es el que descubre uno mismo". Maria Montessori era también una predecesora del aprendizaje centrado en el estudiante, e indicó que los niños de preescolar aprenden a través de interacción independiente autodirigida con actividades previamente establecidas. 
El foco de la teoría de la autodeterminación se basa en que el comportamiento individual es automotivado y 'autodeterminado'. Cuando a los estudiantes se les da la oportunidad de evaluar su aprendizaje, el aprendizaje se vuelve un incentivo.  
El aprendizaje centrado en el estudiante significa invertir el tradicional proceso aprendizaje centrado en el profesor y poner a los estudiantes en el centro del proceso de aprendizaje. En el aula centrada en el profesor, los profesores son el recurso primario de conocimiento, Por otra parte, en el aula centrada en el estudiante, el aprendizaje activo es animado fuertemente. Armstrong (2012) reclamó que "la educación tradicional ignora o suprime la responsabilidad del estudiante".[9]
Una distinción extra de un aula centrada en el profesor y de un aula centrada en el estudiante es cuando el profesor actúa como facilitador, lo opuesto a un instructor.  En esencia, el objetivo del profesor en el proceso de aprendizaje es para guiar alumnado a hacer nuevas interpretaciones del material de aprendizaje, y de ese modo generar un contenido 'experiencial', reafirmando la idea de Rogers de que "el aprendizaje significativo está adquirido a través del hacer".
A través de la interacción entre pares, el pensamiento colaborativo puede dirigirse a enriquecer de conocimiento. Al colocar al profesor en un nivel cercano al de un par, el conocimiento y el aprendizaje se realza, beneficiando al estudiante y al aula en general. Según la teoría de Lev Vygotski sobre la zona de desarrollo proximal (ZPD), la mayoría de los alumnos aprende indirectamente a través de los otros. El escalamiento es importante cuando se fomentan las habilidades de pensamiento independiente. Vygotski proclama, "El aprendizaje que está orientado al desarrollo por niveles que deben ser alcanzados es inefectivo desde el punto de vista del desarrollo global del niño, pues no tiene en cuenta nuevas etapas del proceso de desarrollo, lo que retrasa este proceso."

## Evaluación centrada en el estudiante
Una de las diferencias más críticas entre el aprendizaje centrado en el estudiante y el aprendizaje centrado en el maestro es la evaluación. El aprendizaje centrado en el estudiante normalmente implica más evaluación formativa y menos evaluación sumativa que el aprendizaje centrado en el profesor. [12]  En el aprendizaje centrado en el estudiante, los estudiantes participan en la evaluación de su aprendizaje. Esto significa que el alumnado está implicado en decidir cómo para demostrar su aprendizaje. El desarrollo de la valoración que soporta su aprendizaje y motivación es esencial para el éxito y motivación del estudiante centrado en sus aproximaciones al conocimiento.